# Rönnebeck (Osterburg)
Rönnebeck gehört zur Ortschaft Flessau und ist ein Ortsteil der kreisangehörigen Hansestadt Osterburg (Altmark) im Landkreis Stendal in Sachsen-Anhalt.

## Geographie
Rönnebeck, ein durch Gutsbildung deformiertes Straßendorf mit Kirche, liegt etwa 8 Kilometer westsüdwestlich von Osterburg und 2½ Kilometer nordwestlich von Flessau. Im Norden des Dorfes strömt der Parkgraben Rönnebeck nach Westen zur Biese.
Nachbarorte sind Orpensdorf im Westen, Klein Rossau im Norden, Flessau im Südosten und Natterheide im Südwesten.

## Geschichte

### Mittelalter bis Neuzeit
Im Jahre 1290 wird ein Conradus de Rennebeke als Zeuge in einem Freiheitsbrief für Besitzungen in der Herrschaft Ruppin genannt. Der Historiker Peter P. Rohrlach sieht keinen Zusammenhang zu den Rönnebecks in der Altmark. Während andere Autoren der Meinung sind, dass ein Zusammenhang bestehen könnte.
Im Jahre 1345 wurde ein frideriko de Rennebek als Zeuge in einer Urkunde in Steintal (dem heutigen Stendal) aufgeführt.
Die erste Erwähnung des Dorfes stammt aus dem Landbuch der Mark Brandenburg von 1375. Dort wird das Dorf als Rennebeke aufgeführt. Es umfasste eine Fläche von 12 Hufen, es gab eine Windmühle. Die von Rönnebeck und die von Bartensleben hatten dort Einkünfte. Weitere Nennungen sind 1473 Im dorpe to reynebeke, 1541 Ronnebeck, 1687 Rönnebeck, sowie 1804 Dorf und zwei Güter Rönnebeck mit einem Rademacher und einer Windmühle.

### Gut Rönnebeck und Landwirtschaft

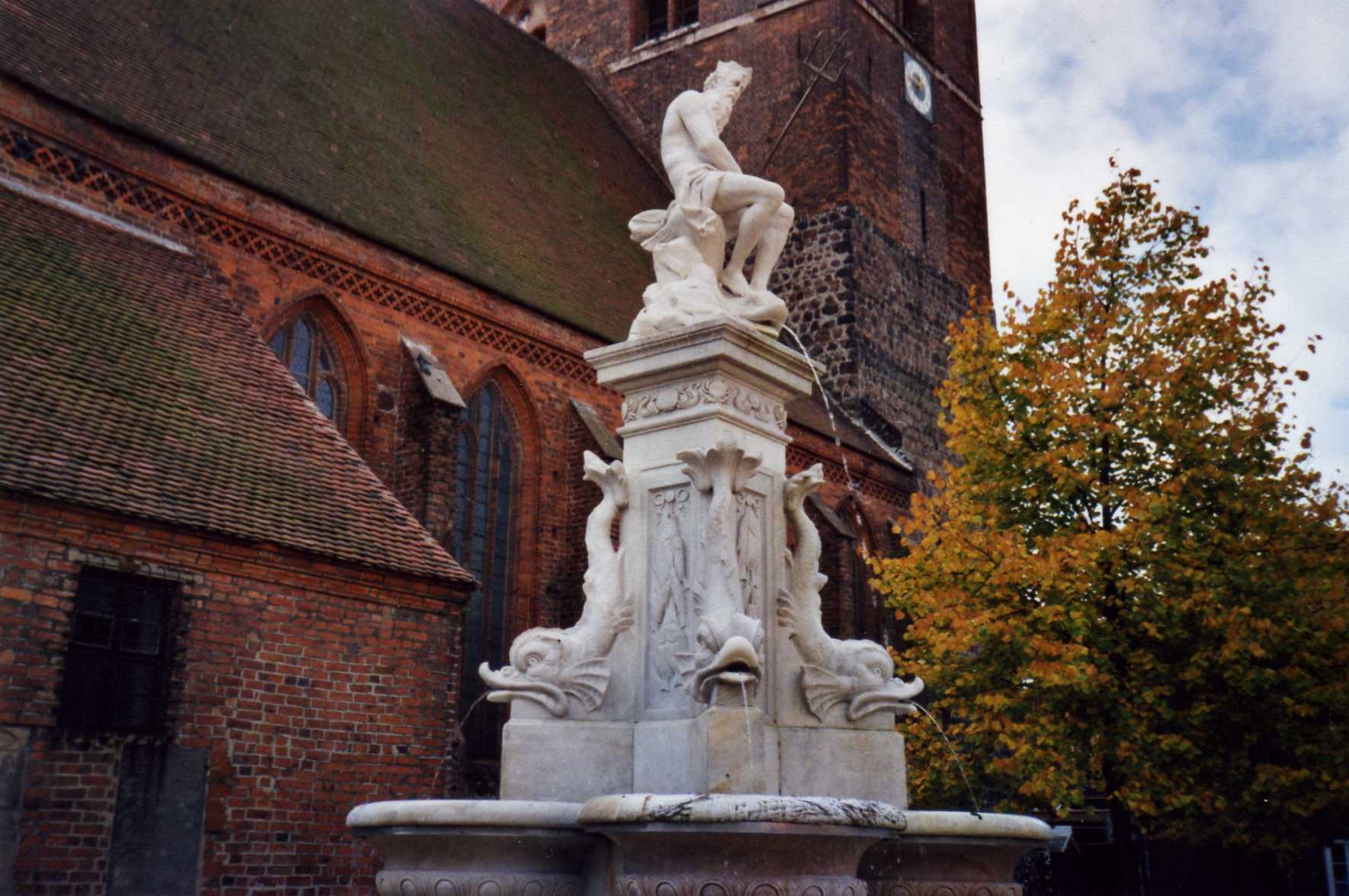
Neptunbrunnen in Osterburg aus dem Gutspark Rönnebeck

Der westliche Teil von Rönnebeck, nördlich der Dorfstraße gelegen, umfasste früher die beiden Rittergüter, die vor und nach 1840 zu einem Gut zusammengelegt und an bürgerliche Besitzer gelangt waren. Nach einigen Besitzerwechseln erwarben das Gut die Magdeburger Eheleute Schmidt. Sie erweiterten 1879 das barocke Gutshaus, später „Schloss“ genannt, durch einen Ost- und Westflügel mit Türmen. 1885 wurde die Familie als von Rönnebeck in den Adelsstand erhoben. Später wurde im Gutspark eine Familiengrabstätte errichtet, ein sechseckiges Mausoleum, in dem 1898 der einzige Sohn der Familie, Carl von Rönnebeck, beigesetzt wurde und später auch der Rittergutsbesitzer Carl Johannes von Rönnebeck. Zum Gutspark mit mehreren Teichen gehörte auch der Neptunbrunnen, ein 1912 durch die Familie von Rönnebeck erworbener Marmorbrunnen.
Bei der Bodenreform wurde 1945 ermittelt: 20 Besitzungen unter 100 Hektar hatten zusammen 144 Hektar, ein Kirchenbesitzung umfasste einen Hektar. Das Gut mit einer landwirtschaftlichen Nutzfläche von 235 Hektar war von der Roten Armee besetzt und bewirtschaftet. Es wurde enteignet. 1948 hatten aus der Bodenreform 24 Vollsiedler jeder über 5 Hektar und 10 Kleinsiedler jeder unter 5 Hektar erworben.
1947 wurden Schloss und Mausoleum abgebrochen. Nach 1950 wurde der Neptunbrunnen aus dem Gutspark, ein Werk der Neorenaissance um 1880, nördlich der Kirche in Osterburg aufgestellt.
Im Jahre 1953 entstand die erste Landwirtschaftliche Produktionsgenossenschaft vom Typ III, die LPG „Thomas Müntzer“, die 1956 aufgelöst wurde. 1958 wurde die LPG, Typ I „Sozialistischer Aufbau“ gebildet.

### Herkunft des Ortsnamens
Ähnlich wie beim Dorf Rönnebeck nahe Gransee kann der Name übersetzt werden als Siedlung am Wasserlauf. Er wurde gebildet aus mittelniederdeutsch renne für Rinne, Rinnsal, Wasserlauf und beke für Bach.

### Eingemeindungen
Das Dorf gehörte bis 1807 zum Stendalschen Kreis, danach bis 1813 zum Landkanton Osterburg im Königreich Westphalen, ab 1816 kam die Gemeinde in den Kreis Osterburg, den späteren Landkreis Osterburg in der preußischen Provinz Sachsen.
Am 30. September 1928 wurde der Gutsbezirk Rönnebeck in Teilen mit der Landgemeinde Rönnebeck vereinigt, mit Ausnahme der Fläche von 23,0360 Hektar, die mit der Landgemeinde Flessau vereinigt wurde. Diese Fläche liegt zwischen dem Markgraben, dem Weg von Flessau nach Klein Rossau und der Kreisstraße Flessau-Rönnebeck.
Am 25. Juli 1952 wurde die Gemeinde Rönnebeck in den Kreis Osterburg umgegliedert. Am 1. Juni 1973 wurde die Gemeinde Rönnebeck in die Gemeinde Flessau eingemeindet.
Am 1. Juli 2009 erfolgte der Zusammenschluss der Gemeinde Flessau mit anderen Gemeinden zur neuen Einheitsgemeinde Hansestadt Osterburg (Altmark).
Der Ortsteil Rönnebeck kam dadurch zur neuen Ortschaft Flessau und zur Hansestadt Osterburg (Altmark).

### Einwohnerentwicklung
| Jahr           | 1734 | 1772 | 1790 | 1798 | 1801 | 1818 | 1840 | 1864 | 1871 | 1885 | 1892 | 1895 | 1900 | 1905 | 1912 |
| Dorf Rönnebeck | 64   | 79   | 69   | 63   | 103  | 90   | 141  | 113  | 105  | 154  | 218  | 179  | 209  | 167  | 141  |
| Gut Rönnebeck  |      |      | 54   | 57   |      |      |      | 036  | 035  | 059  |      | 050  |      | 039  | 051  |

| Jahr | Einwohner |
| ---- | --------- |
| 1925 | 224       |
| 1939 | 259       |
| 1946 | 291       |
| 1964 | 215       |
| 1971 | 168       |

| Jahr | Einwohner |
| ---- | --------- |
| 2011 | 94        |
| 2012 | 95        |
| 2018 | 87        |
| 2019 | 86        |
| 2020 | 87        |

| Jahr | Einwohner |
| ---- | --------- |
| 2021 | [00]82    |
| 2022 | [0]81     |
| 2023 | [0]79     |

Quelle, wenn nicht angegeben, bis 1971:

## Religion
Die evangelische Kirchengemeinde Rönnebeck, die früher zur Pfarrei Flessau bei Osterburg gehörte, wird heute betreut vom Pfarrbereich Bismark im Kirchenkreis Stendal im Bischofssprengel Magdeburg der Evangelischen Kirche in Mitteldeutschland.
Die ältesten überlieferten Kirchenbücher für Rönnebeck stammen aus dem Jahre 1716. Register bestehen ab 1765.
Die katholischen Christen gehören zur Pfarrei St. Anna in Stendal im Dekanat Stendal im Bistum Magdeburg.

## Kultur und Sehenswürdigkeiten
- Die evangelische Dorfkirche Rönnebeck, ein flach gedeckter Feldsteinbau, errichtet gegen Ende des 12. Jahrhunderts, wurde um 1819 umgebaut. Über dem Westgiebel steht ein Fachwerkturm.[25]
- Der Ortsfriedhof ist auf dem Kirchhof.
- In Rönnebeck steht ein Denkmal für die Gefallenen des Ersten Weltkrieges, ein aufgerichteter Findling auf einem stufenförmigen Feldsteinsockel.[26]

## Wirtschaft und Infrastruktur
- In Rönnebeck gibt es ein Dorfgemeinschaftshaus und eine Feuerwehr.[11]